# Sexbergets naturreservat
Sexbergets naturreservat är ett naturreservat i Bjurholms kommun i Västerbottens län.
Området är naturskyddat sedan 2024 och är 22 hektar stort. Reservatet ligger norr om Bredträsk och består av en bergstopp med naturskog med gamla tallar.